# Coppa di Malta (calcio femminile)
La Coppa di Malta, ufficialmente Assikura Women's Knockout a seguito della cessione dei diritti di denominazione, è la coppa nazionale riservata alle squadre di calcio femminile di Malta. Istituita dalla Federcalcio maltese (MFA) dal 1995, al 2024 ha nel Birkirkara il club più vincente con 17 trofei conquistati.

## Albo d'oro
Lista delle finali, come da sito RSSSF.com:
| Anno                                    | Vincitore     | Risultato             | Finalista       | Località              | Località |
| Anno                                    | Vincitore     | Risultato             | Finalista       | Stadio                | Città    |
| --------------------------------------- | ------------- | --------------------- | --------------- | --------------------- | -------- |
| 1995-1996                               | Rabat Ajax    | 3–3 4-0 (ripetizione) | Lija Athletic   |                       |          |
| 1996-1997                               | Rabat Ajax    | 0–0 (dts) (5-3 dtr)   | Lija Athletic   |                       |          |
| 1997-1998                               | Rabat Ajax    | 2–0                   | Mosta           |                       |          |
| 1997-1998                               | Birkirkara    | 2–1                   | Mosta           |                       |          |
| 1999-2000                               | Birkirkara    | 0-0 (dts) (4-3 dtr)   | Melita          |                       |          |
| 2000-2001                               | Hibernians    | 1-0                   | Birkirkara      |                       |          |
| 2001-2002                               | Birkirkara    | 1-0                   | Hibernians      |                       |          |
| 2002-2003                               | Birkirkara    | 1-0 (dts)             | Hibernians      |                       |          |
| 2003-2004                               | Hibernians    | 4-2 (dts)             | Birkirkara      |                       |          |
| 2004-2005                               | Birkirkara    | 8-1                   | Raiders (Luxol) |                       |          |
| 2005-2006                               | Hibernians    | 4-0                   | Melita          | Stadio di Ta' Qali    | Ta' Qali |
| 2006-2007                               | Birkirkara    | 8-0                   | Santa Venera    |                       |          |
| 2007-2008                               | Birkirkara    | ?-?                   | NC              |                       |          |
| 2008-2009                               | Birkirkara    | ?-?                   | NC              |                       |          |
| 2009-2010                               | Birkirkara    | ?-?                   | NC              |                       |          |
| 2010-2011                               | Birkirkara    | 3-0                   | Gozo            | Luxol Stadium         | Pembroke |
| 2011-2012                               | Mosta         | 1-1 (dts) (4-2 dtr)   | Birkirkara      | Centenary Stadium     | Ta' Qali |
| 2012-2013                               | Birkirkara    | 1-1 (dts) (5-3 dtr)   | Mosta           | Centenary Stadium     | Ta' Qali |
| 2013-2014                               | Birkirkara    | 2-1                   | Hibernians      | Centenary Stadium     | Ta' Qali |
| 2014-2015                               | Hibernians    | 6-0                   | Raiders (Luxol) | Centenary Stadium     | Ta' Qali |
| 2015-2016                               | Hibernians    | 2-0                   | Raiders (Luxol) |                       |          |
| 2016-2017                               | Birkirkara    | 2-0                   | Kirkop United   | Centenary Stadium     | Ta' Qali |
| 2017-2018                               | Birkirkara    | 1-1 (dts) (4-3 dtr)   | Mġarr United    | Centenary Stadium     | Ta' Qali |
| 2018-2019                               | Birkirkara    | 2-0                   | Mġarr United    | Charles Abela Stadium | Mosta    |
| non disputata nel 2019-2020 e 2020-2021 |               |                       |                 |                       |          |
| 2021-2022                               | Birkirkara    | 3-0                   | Swieqi United   | Centenary Stadium     | Ta' Qali |
| 2022-2023                               | Swieqi United | 2-1                   | Hibernians      | Centenary Stadium     | Ta' Qali |
| 2023-2024                               | Birkirkara    | 2-0                   | Hibernians      | Centenary Stadium     | Ta' Qali |
| 2024-2025                               | Mġarr United  | 2-0                   | Hibernians      | Centenary Stadium     | Ta' Qali |